# IPhone 11 Pro
L'iPhone 11 Pro e l'iPhone 11 Pro Max sono due smartphone progettati e prodotti da Apple Inc..
Rappresentano la tredicesima generazione di iPhone e sostituiscono i modelli XS e XS Max.
Sono stati presentati il 10 settembre 2019 dall'amministratore delegato Tim Cook allo Steve Jobs Theater, insieme all'iPhone 11. I preordini sono stati aperti il 13 settembre, è la vendita è iniziata il 20 settembre.
Le sue novità principali sono la fotocamera posteriore a tre obiettivi ed il chip Apple A13 Bionic.

## Descrizione
| Colorazioni | Colorazioni     | Colorazioni |
| Nome        | Nome            | Fronte      |
| ----------- | --------------- | ----------- |
|             | Argento         | Nero        |
|             | Grigio siderale | Nero        |
|             | Oro             | Nero        |
|             | Verde notte     | Nero        |

I cellulari hanno un nuovo schermo Super Retina XDR uno da 5,8 pollici e uno da 6,5 pollici, sono dotati della nuova CPU Apple A13 Bionic. È stato introdotto un nuovo modulo fotocamera triplo, costituito da un teleobiettivo, un obiettivo grandagolare e uno ultra-grandagolare tutti da 12 megapixel, e frontalmente una fotocamera singola da 12 megapixel con la possibilità di fare i video con slow-motion (o chiamati da Apple "slofies"); il dispositivo presenta inoltre un Face ID più veloce e la possibilità di registrare video 4K a 60 FPS.
Il livello di resistenza all'acqua è fino a 4 metri per 30 minuti.
La rete cellulare contiene la nuova tecnologia Ultra wideband grazie al nuovo chip Apple U1.
Questo telefono contiene inoltre la nuova tecnologia Dolby Atmos.
È migliorata anche la batteria e Apple dichiara 4 ore di autonomia in più per iPhone 11 Pro (batteria maggiorata: 3,046 Ah) rispetto a iPhone XS, mentre per il modello 11 Pro Max dichiara 5 ore in più rispetto al predecessore iPhone XS Max.
Include il nuovo Wi-Fi 6 e Bluetooth 5.0.
Sono disponibili nelle colorazioni grigio siderale, argento, oro e verde notte, quest'ultimo non disponibile sugli iPhone precedenti.

## Specifiche tecniche

### Fotocamere integrate

#### Anteriore
- Grandangolo 12 MPixel (ƒ/2.2)

Possibilità di realizzare video in 4K (60fps)

#### Posteriore
- Grandangolo 12 MPixel (ƒ/1.8)
- Ultra-grandangolo 12 MPixel (ƒ/2.4)
- Teleobiettivo 12 MPixel (ƒ/2.0)
- Flash Quad-LED True-Tone

Possibilità di realizzare video in 4K (60fps)

### Modem e connettività
- Intel® XMM™ 7660 LTE Modem (14 nm)[3]
- LTE downlink (Cat.19) 1,6 Gbit / uplink (Cat.13) 150 Mbit
(MIMO 4X4 + LAA + 64/256 QAM)

### Ricarica rapida
Gli iPhone 11 Pro sono al momento gli unici iPhone ad includere il cavo di ricarica e trasferimento dati da USB‑C e l'alimentatore da 18 W.